# Гумириевые
Гумириевые (лат. Humiriaceae или Houmiriaceae) — семейство вечнозелёных растений порядка мальпигиецветные. Включает 50 видов в 8 родах. Представители семейства — практически исключительно неотропические растения, и лишь один вид встречается в Западной Африке.

## Таксономия

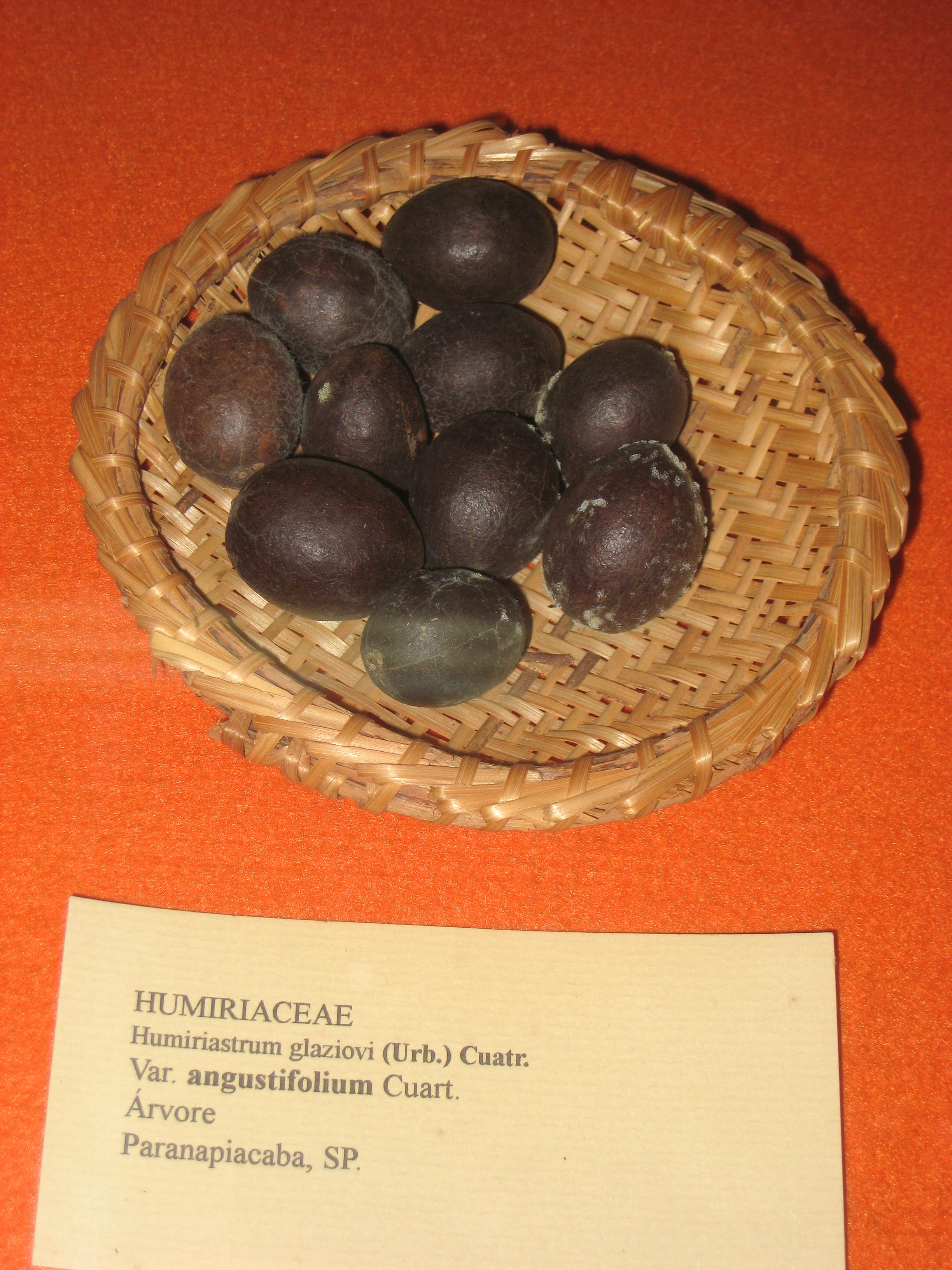
Плоды-костянки Humiriastrum glaziovii

В семействе гумириевые выделяют следующие роды:
- Duckesia
- Endopleura
- Humiria (Houmiria) — гумирия
- Humiriastrum
- Hylocarpa
- Sacoglottis
- Schistostemon
- Vantanea